# Рават, Бипин
Генерал Бипин Рават, PVSM, UYSM, AVSM, YSM, СМ, VSM, ADC (хинди बिपिन रावत; 16 марта 1958, Паури, Уттар-Прадеш — 8 декабря 2021, Кунур, Тамилнад) — индийский военный деятель, бывший начальник штаба обороны Индии и начальник штаба Сухопутных войск Индии. Стал начальником штаба армии 31 декабря 2016 года после выхода в отставку генерала Далбира Сингха.

## Смерть
Рават погиб 8 декабря 2021 года в результате крушения вертолёта под Кунуром, штат Тамилнад. Генерал Рават, его жена Мадхулика Рават и ещё 11 человек направлялись в Штабной колледж военной службы (DSSC), в Веллингтон, когда вертолёт разбился, в результате чего погибли все находившиеся на борту. Генералу Равату было 63 года.